# M.Sathyawara, Hosakote
M.Sathyawara là một làng thuộc tehsil Hosakote, huyện Bangalore Rural, bang Karnataka, Ấn Độ.